# کیم بو هی
کیم بو هی (انگلیسی: Kim Bo-hye) یک تکواندوکار اهل کره جنوبی است.
وی در مسابقات قهرمانی تکواندو جهان ۲۰۰۵ در مادرید موفق به کسب مدال طلا در دسته خروس‌وزن (سبک‌وزن) شد. وی در بازی‌های آسیایی ۲۰۰۶ در دوحه مدال طلا را از آن خود کرد.